# غوستاف نايكست
غوستاف نايكست (بالسويدية: Gustav Nyquist)‏ (و. 1989  م) هو لاعب هوكي الجليد سويدي، ولد في هالمستاد، شارك في الألعاب الأولمبية الشتوية 2014، مركز لعبه هو جناح ‏.

## التعليم
تعلم في يونفيرسيتي اوف مين.

## روابط خارجية
- غوستاف نايكست على موقع دوري الهوكي الوطني (الإنجليزية)
- غوستاف نايكست على موقع EliteProspects.com (الإنجليزية)
- غوستاف نايكست على موقع Eurohockey.com (الإنجليزية)
- غوستاف نايكست على موقع HockeyDB.com (الإنجليزية)
- غوستاف نايكست على موقع Hockey-Reference.com (الإنجليزية)
- غوستاف نايكست على موقع أوليمبيديا (الإنجليزية)
- غوستاف نايكست على موقع اللجنة الأولمبية السويدية (السويدية)